# Der Naturforscher
Der Naturforscher (abreviado Naturforscher) fue una revista científica con ilustraciones y descripciones botánicas que fue editada en Halle. Se publicaron 30 números desde 1774 hasta 1804.